# Estação 106 Sul
A Estação 106 Sul é uma das estações do Metrô do Distrito Federal, situada em Brasília, entre a Estação 104 Sul e a Estação 108 Sul.
Até 2020, embora o metrô passasse pela região, existia apenas o espaço destinado à construção da estação, que contava apenas com o acabamento da obra original, finalizada em 1994. A estação está próxima ao Cine Brasília, o maior cinema do país e palco do Festival de Brasília do Cinema Brasileiro.
No dia 29 de agosto de 2017, a Companhia do Metropolitano do Distrito Federal tornou pública a realização da licitação para a conclusão das obras da estação. A contratação tem valor estimado em R$ 21,282 milhões e teve prazo definido inicialmente de 18 meses para conclusão a partir da assinatura do contrato. A obra foi inaugurada em 17 de setembro de 2020, junto com a Estação 110 Sul.